# Clyde Tomb von Port Charlotte

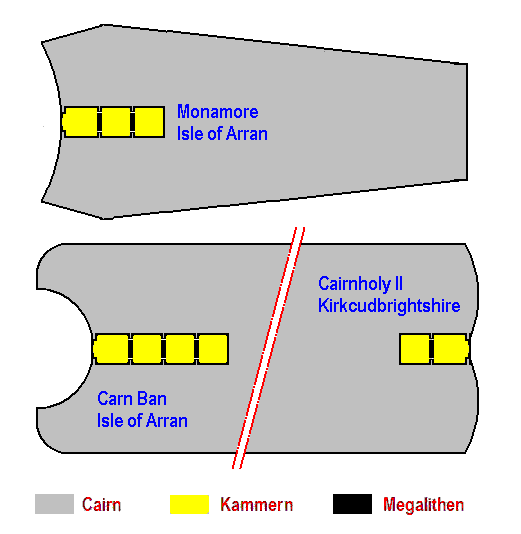
Anlagenformen des Clyde-typs

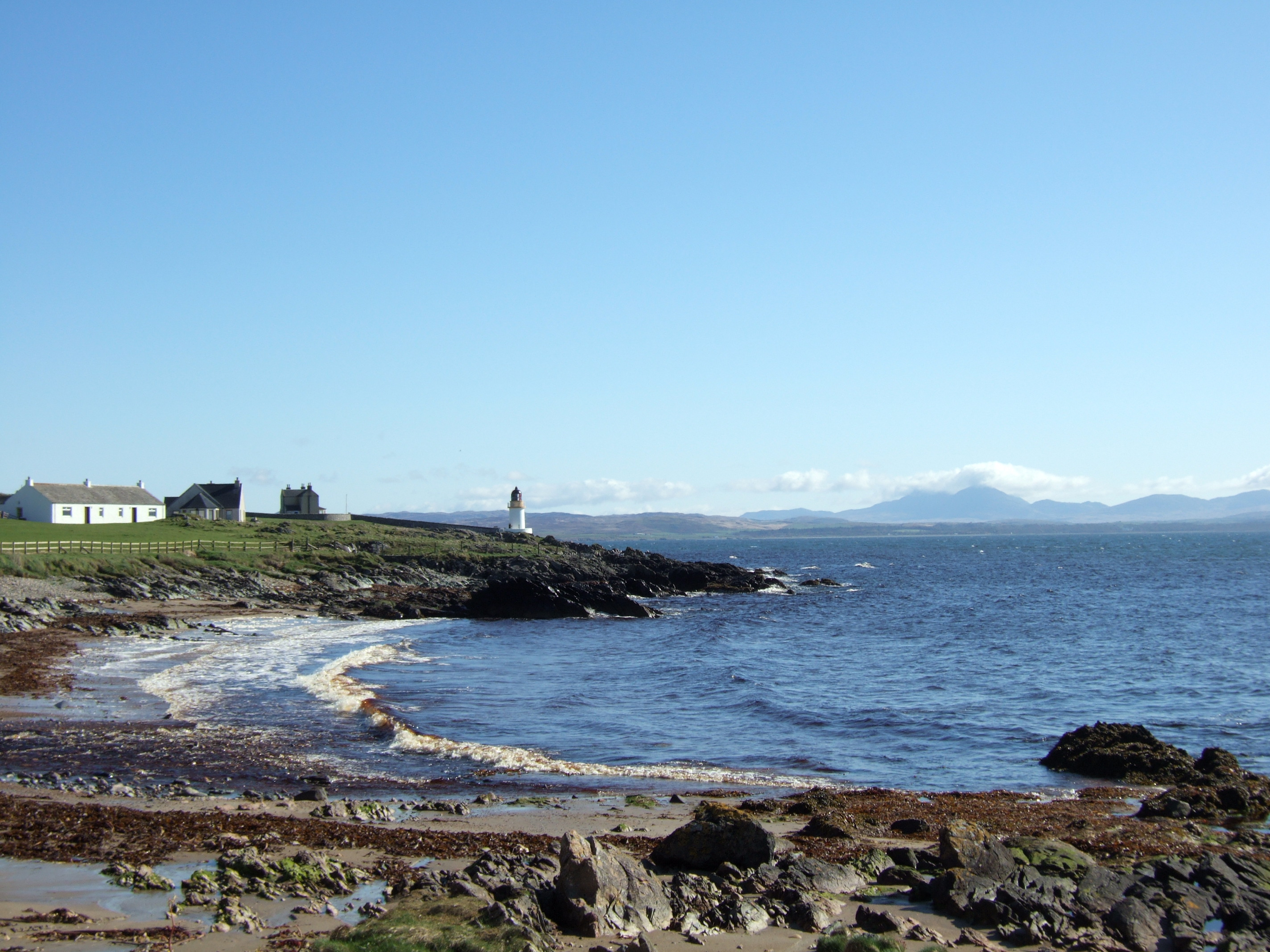
Port Charlotte am Loch Indaal

Das Clyde Tomb von Port Charlotte liegt südwestlich von Port Charlotte an der Westseite des Loch Indaal auf der Hebrideninsel Islay in Schottland, strandnah auf einem Campingplatz.
Es wurde stark gestört und auf der Südseite vermutlich völlig abgetragen. Das Steinmaterial liegt uneben in Haufen von bis zu 0,9 m Höhe. Die einst gefassten Ränder sind zumeist unbestimmbar. Die verbliebene Länge und Breite beträgt etwa 22,0 m. 
Ausgrabungen im Jahr 1976 bestätigten die Position der Exedra an der Nordostseite und eine Galerie mit vier Kammern. Vor dem Zugang lag eine 0,6 m tiefe Grube. Der Steinhügel bestand aus einem inneren Kern aus massiven Platten, die verkleidet und teilweise von massiven Felsbrocken bedeckt wurden, wonach das Ganze von kleinen Rollsteinen bedeckt wurde. Auf der Rückseite der Kammer lag eine ältere Feuersteinstreuung mit etwa 2000 Abschlägen, vermischt mit Holzkohle. Die einfassenden Trockenmauern waren Doppelmauern und auf der Ost- und Westseite 1,0 bis 1,5 m breit und 0,7 m hoch. Ein abgestufter Steinhügel, der laut Radiokarbondaten vor 2650 v. Chr. errichtet wurde, ist wahrscheinlich.
Die einzigen menschlichen Knochen wurden in der zweiten Kammer zusammen mit Holzkohle entdeckt. Zu den Kleinfunden aus der Kammer gehören Feuersteinmesser, drei blattförmige Pfeilspitzen und Scherben von fünf Gefäßen. Ein plan-konvexes Feuersteinmesser wurde auf dem Vorplatz gefunden. Frühere Horizonte, unter dem Steinhaufen, enthielten verkohlte Feuersteinabschläge, Haselnussschalen, mehrere Schaber und Schafsknochen. Ihre Radiokarbondaten lagen zwischen 3070 und 2710 v. Chr.